# Życie Partii
Życie Partii – organ Komitetu Centralnego Polskiej Zjednoczonej Partii Robotniczej, wydawany w Warszawie w okresie lat 1949–1989, przeznaczony dla aktywu organizacji. Początkowo ukazywał się jako miesięcznik, od 1983 dwutygodnik.

## Redaktorzy naczelni
- 1949–1962 – Eliasz Finkelsztein
- 1964–1965 – Edward Babiuch
- 1965–1968 – Kazimierz Barcikowski
- 1969–1970 – Zdzisław Żandarowski
- 1971[4]–1989[5] – Igor Łopatyński

## Siedziba
Redakcja mieściła się przy ul. Szopena 1 (1955), przy ul. Górnośląskiej 18 (1966), później w tzw. Żyletkowcu przy ul. Marszałkowskiej 82 (1990).